# René Pauthenet
René Pauthenet, né le 22 août 1925 à Saint-Aubin et mort le 19 avril 1987 à La Tronche, est un physicien français.
Il est renommé pour avoir mis en pratique les propriétés magnétiques des ferrites-grenats de terres rares.

## Biographie
Diplômé de l'institut polytechnique de Grenoble en 1948, il construit un premier électro-aimant permettant d'atteindre des champs magnétiques de 2 teslas. Il rejoint alors le laboratoire d'électrostatique et de physique du métal dirigé par Louis Néel et soutient sa thèse d’État en 1956 sur les propriétés magnétiques des ferrites grenat de terres rares .
En 1963, il dirige la construction d'un électro-aimant permettant d'atteindre 11 teslas dans un diamètre de 30mm .
En 1968-1969, il dirige la construction du «Service National des Champs Magnétiques Intenses» (SNCI) avec Pierre Rub et Jean-Claude Picoche, où ils génèrent des champs magnétiques de 15 à 20 teslas dans un diamètre de 50mm.
Il est nommé professeur d'électrotechnique à la faculté des sciences de Grenoble (1951-1972), professeur à l'Institut national polytechnique de Grenoble (1975-1985) et directeur du Service national des champs intenses au CNRS (en 1975).
En 1979-1980, c'est avec les outils développés par R. Pauthenet que Klaus von Klitzing découvrit l'effet Hall quantique entier qui lui valut le prix Nobel de physique en 1985.

## Distinctions
Il est le premier coordinateur en chef du "Concerted European Action on Magnets" (CEAM) créé en 1985 jusqu'à sa mort prématurée en Avril 1987. Le livre "Concerted European Action on Magnets (CEAM)" lui est dédié .
J. M. D. Coey (en) succéda à R. Pauthenet en tant que coordinateur en chef du CEAM jusqu'en 1993.
Il reçoit la médaille André Blondel en 1946 et un Grand prix de l’Académie des sciences, le prix du Crédit lyonnais en 1970 qu'il partage avec Erwin Félix Lewy-Bertaut et Francis Forrat.
Une salle de conférence du LNCMI à Grenoble, J229 - Bât J au 2ème étage est nommée "René Pauthenet". Le collège René-Pauthenet de Saint-Aubin a ouvert le 1er mai 1965 et a fermé le 27 juin 1994.